# کونیئو کاگا
کونیئو کاگا (به ژاپنی: 加賀 邦男 かが くにお) ۹ فوریهٔ ۱۹۱۹ – ۷ ژانویهٔ ۲۰۰۲)، او یک بازیگر ژاپنی است.
از فیلم‌ها یا برنامه‌های تلویزیونی که وی در آن نقش داشته است می‌توان به ۱۳ آدم‌کش (فیلم ۱۹۶۳) در نقش «هیگوچی گنای» (樋口源内) یک بازرس فرعی. ۳۳ ساله. پس از اینکه توسط هانبی مورد ضرب و شتم قرار گرفت، درگذشت، اشاره کرد.